# Banca centrale dello Sri Lanka
La Banca centrale dello Sri Lanka (in singalese: ශ් රී ලංකා මහ බැංකුව), conosciuta fino al 1985 come la Banca Centrale di Ceylon, è la banca centrale dello stato asiatico dello Sri Lanka. La moneta ufficiale dello stato è la Rupia singalese. I compiti principali della banca sono la conduzione della politica monetaria in Sri Lanka e la supervisione sul sistema finanziario; è stata fondata il 28 agosto 1950.

## Storia
La Banca Centrale dello Sri Lanka è stata istituita nel 1950, due anni dopo l'indipendenza. Il governatore fondatore della Banca Centrale dello Sri Lanka fu John Exter, mentre il ministro delle finanze dell'epoca era J. R. Jayewardene. Con il precedente nome di Banca Centrale di Ceylon, ha sostituito il Currency Board che fino ad allora era stato responsabile dell'emissione della moneta del paese. È membro dell'Asian Clearing Union.
I compiti principali della banca sono la conduzione della politica monetaria in Sri Lanka e dispone anche di ampi poteri di vigilanza sul sistema finanziario.
La banca è impegnata nello sviluppo di politiche per promuovere l'inclusione finanziaria ed è membro dell'Alliance for Financial Inclusion (AFI).
Al fine di incoraggiare e promuovere lo sviluppo delle risorse produttive dello Sri Lanka, la CBSL è responsabile di garantire la stabilità dei prezzi e la stabilità del sistema finanziario. La CBSL è anche responsabile dell'emissione e della gestione della valuta. Inoltre, la CBSL è il consulente per gli affari economici e il banchiere del governo dello Sri Lanka (GOSL). Per conto della GOSL, la CBSL, in qualità di suo agente, è responsabile di quattro funzioni dell'agenzia, vale a dire: la gestione del Fondo di previdenza dei dipendenti; gestione del debito pubblico dello Sri Lanka; amministrazione delle disposizioni della legge sul controllo dei cambi; e amministrazione di programmi di credito esteri e finanziati dal governo per lo sviluppo regionale.